# Rhagonycha chtaurana
Rhagonycha chtaurana là một loài bọ cánh cứng trong họ Cantharidae. Loài này được Svihla miêu tả khoa học năm 1977.